# マッシュ (テレビドラマ)
『マッシュ』（M*A*S*H）は、20世紀フォックスがCBSのために制作した、アメリカの医療ドラマ、ブラック・コメディ。
朝鮮戦争時に韓国に駐在した第4077移動野戦外科病院（Mobile Army Surgical Hospital - MASH）に配属された医師や補助スタッフのチームに起こる様々な出来事を描いている。1961年の小説『キャッチ=22』、1968年のリチャード・フッカーによる小説『M*A*S*H』および1970年の同名の映画に着想を得て、ラリー・ゲルバートによって創作された。
このシリーズは、1972年9月17日に放送開始され、1983年2月28日に終了した。シリーズは、11シーズン、全251話にわたっており、最終回は、米国史上最も視聴率が高いテレビのエピソードである 。

## 概要
週1回放送の30分のシットコムだが、しばしば劇的なテーマが取り上げられたため「ブラック・コメディ」とも称される。朝鮮戦争 （1950年-1953年）での米陸軍移動野戦外科病院の主要人物をめぐる集団劇である。第4077移動野戦外科病院は、韓国に駐在したいくつかの外科部隊のひとつである。なお、MASHとは米陸軍移動野戦外科病院の意味である。タイトル中の星印は小説で取り入れられたもので、意味はない。
初期のシーズンのストーリーには、本物の野戦病院の外科医に取材した実話に基づくものが多い。また、単なる朝鮮戦争についての話ではなく、このシリーズが始まった頃にまだ続いていたベトナム戦争の寓意であるとも言われる。ただし、制作者は戦争一般についての話だと語っている。
話が進むにつれ、脚本は道徳的な調子が強くなった。原作を書いたリチャード・フッカーは、「この番組のホークアイは本に比べるとはるかにリベラルだ」と述べている。本の続編では、ホークアイは「身体を鍛えるためだけに左翼をめった蹴りにする」（kicking the bejesus out of lefties just to stay in shape）と描かれているほどである。
番組は大まかに見てコメディ色が強かったが、よりシリアスな調子の独創的なエピソードも数多くあった。ストーリーは、筋立て中心のものも、登場人物中心のものもあった。ほとんどの登場人物は徴兵されてきた者で、レギュラーかゲストかにかかわらず「職業軍人」の登場人物との間には張りつめた緊張が起こることがよくあった。
1973年頃にある元移動野戦外科病院の医師がTVガイド宛に書いた手紙によると、クリンガーの女装も含めて、番組での最も非常識なジョークや馬鹿げたいたずらもほとんどが実際にあったことだという。移動野戦外科病院部隊の地獄のような現実が、笑いを切実に求めて、このような行動を生んだ。ただし、他の移動野戦外科病院経験者は後に、本物の女性があまりに少なすぎたので、常習的な服装倒錯者は長くは続けられなかっただろうと指摘している。
このドラマのオープニングのテーマ曲は、映画でも使われた「もしも、あの世にゆけたら（Suicide Is Painless）」である。
米国では、現在でも様々なネットワークでシンジケート番組（地域によって放送局の異なる番組）として放送されている。日本では、過去に関西テレビやFOX（スカイパーフェクTV!等で視聴可能）で一部が放送されたことがあるが、正しい放送順で全シリーズが放送されたことはない。また、アメリカではDVDが発売されているが、日本では未発売である。

## キャスト

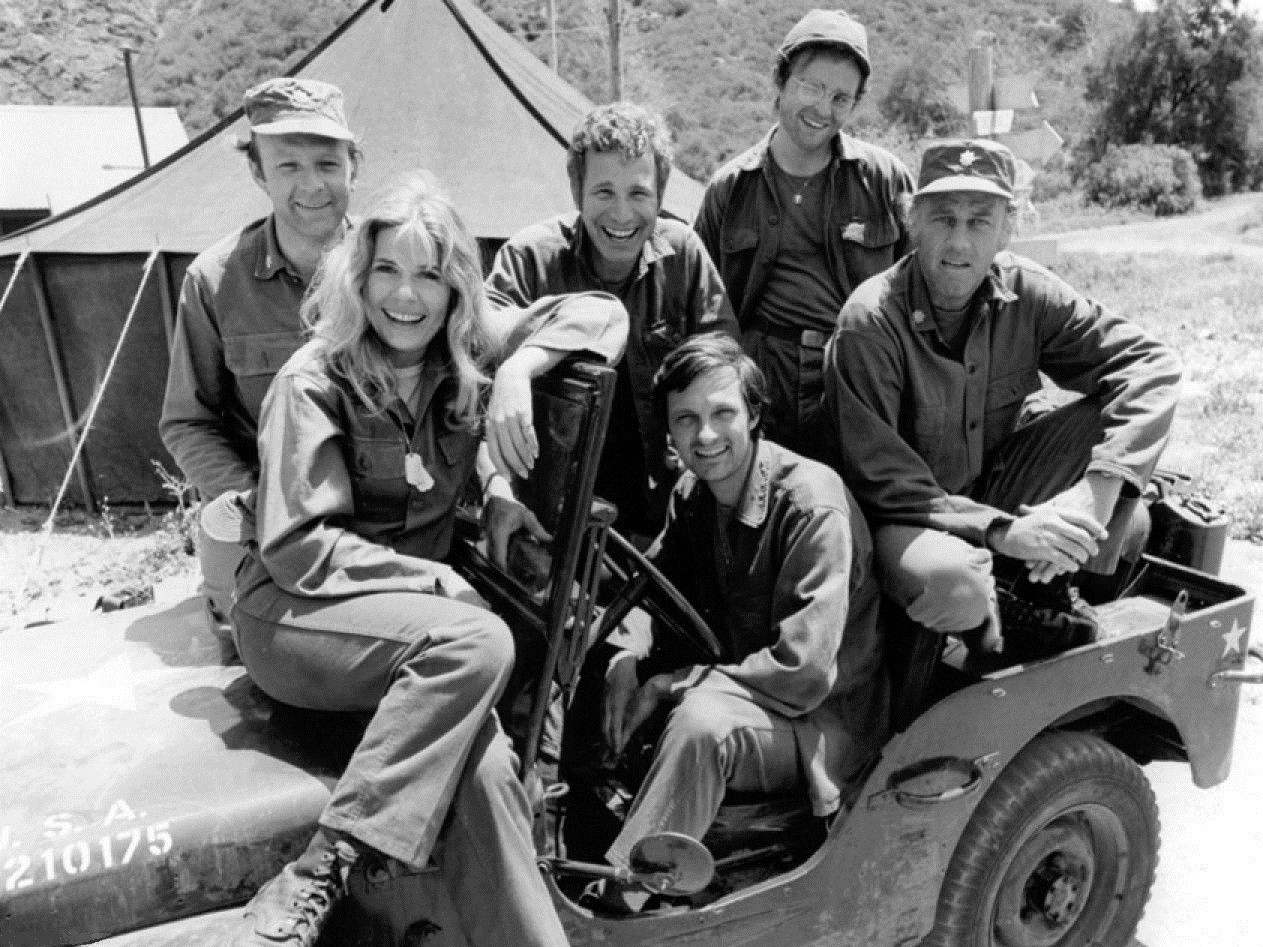
シーズン2のキャストメンバー、1974年撮影。時計回りで左から、 ロレッタ・スウィット, ラリー・リンヴィル, ウェイン・ロジャース, ゲイリー・バーゴフ, マクリーン・スティーブンソン, アラン・アルダ)

『マッシュ』は、全11シーズンを通じて出演したホークアイ、マッケイ（マルケイ）、ホリハン、クリンガーの4人の登場人物をはじめ、レギュラー陣には比較的入れ替わりは少なかった。この4人に、何人かのメイン・キャストが途中で入れ替わりつつ加わるとともに、ほかにも数多くのゲスト・スターや一回きりのキャラクターが加わった。

### 主要キャスト
| 役名                                                                          | 俳優                                                    | 階級          | 職務          |
| ----------------------------------------------------------------------------- | ------------------------------------------------------- | ------------- | ------------- |
| ホークアイ・ピアス (Hawkeye Pierce)                                           | アラン・アルダ（吹替：広川太一郎） (Alan Alda)          | 大尉          | 主任外科医    |
| ジョン・パトリック・マルケイヒ神父 (Father Mulcahy)                           | ウィリアム・クリストファー (William Christopher)        | 中尉 後に大尉 | 従軍牧師      |
| マーガレット・"ホット・リップス"・ホリハン (Margaret "Hot Lips" Houlihan)     | ロレッタ・スウィット (Loretta Swit)                     | 少佐          | 婦長          |
| マックスウェル・クリンガー (Maxwell Klinger)                                  | ジャミー・ファー (Jamie Farr)                           | 伍長 後に軍曹 | 衛生兵 事務   |
| トラッパー・ジョン・マッキンタイア (Trapper John McIntyre)                    | ウェイン・ロジャース（吹替：羽佐間道夫） (Wayne Rogers) | 大尉          | 外科医        |
| ヘンリー・ブレイク (Henry Blake)                                              | マクリーン・スティーブンソン (McLean Stevenson)         | 中佐          | 外科医 指揮官 |
| フランク・バーンズ (Frank Burns)                                              | ラリー・リンヴィル (Larry Linville)                     | 少佐          | 外科医        |
| レイダー・オライリー (Radar O'Reilly)                                         | ゲイリー・バーゴフ (Gary Burghoff)                      | 伍長          | 事務          |
| B.J.ハニカット (B.J. Hunnicutt)                                               | マイク・ファレル (Mike Farrell)                         | 大尉          | 外科医        |
| シャーマン・T・ポッター (Sherman T. Potter)                                   | ハリー・モーガン (Harry Morgan)                         | 大佐          | 外科医 指揮官 |
| チャールズ・エマーソン・ウィンチェスター三世 (Charles Emerson Winchester III) | デヴィッド・オグデン・スティアーズ (David Ogden Stiers) | 大尉          | 外科医        |

### キャストの交代
ヘンリー役のマクリーン・スティーブンソンは、第3シーズンが始まる頃には、アラン・アルダ、ウェイン・ロジャースに次ぐ第三の外科医を演じることに次第に嫌気がさし、途中で降板したいとプロデューサーに告げた。ヘンリーの別れの回を準備する時間はたっぷりあったので、ヘンリー・ブレイクは第3シーズンの最終回で除隊し、家に帰ることに決まった。彼の最後のエピソードのタイトルは、"Abyssinia, Henry"である。Abyssiniaは発音のよく似たI'll be seein' yaの俗語で、「さよなら」「また会おう」の意である。その回の最後のシーンで、レイダーは涙ぐみながらヘンリーの乗った飛行機が日本海で撃墜され、彼が死んだと報告した。レイダー役のバーゴフがこの演技について聞かされる数分前まで、キャストはこのシーンを書いたアルダを除き、誰もこんなことになるとは知らなかった。それまでは、ブレイクが無事に家に着いたことが伝えられるはずだった。今ではこれは古典的なエピソードだと考えられているが、当時はファンから怒りの手紙の集中砲火を浴びた。その結果、『マッシュ』の制作チームは、他のキャラクターは悲惨な去り方をすることはないと約束した。スティーブンソンは1996年2月15日に亡くなった。なお、映画でヘンリー・ブレイクを演じたロジャー・ブラウンはその翌日に逝去している。しかも、二人とも死因は心臓発作である。
トラッパー役のウェイン・ロジャースは、第4シーズンにも出演する予定だった。しかし、契約更新の際に「道徳条項」にサインすることを求められ、拒否するといういざこざが起こった。ロジャースは第1シーズンからシリーズを降板すると脅しをかけていたが、第3シーズン途中で降板を決めたマクリーン・スティーブンソンに比べれば、その離脱は予想外だった。ロジャースは、彼の役はろくに重視されたことがなく、アルダの役ばかりに重点が置かれていると感じていた。ロジャースの後釜のマイク・ファレルは、1975年夏の中断の間にあわてて採用された。トラッパーの別れのエピソードがないのはこのためである。
3人の主役のうちの2人が去った結果、第4シーズンは『マッシュ』にとって大きなターニング・ポイントとなった。第4シーズンの冒頭で、ホークアイはレイダーから自分の休暇中にトラッパーが除隊になったと知らされる。そして、トラッパーの代わりにB.J.ハニカットが招集されてきたが、視聴者がトラッパーの出発を見ることはなかった。このシーズンの第2話では、シャーマン・T・ポッター中佐が、ブレイクの代わりに部隊の指揮官に任命される。シリーズは、コメディではあるが、次第に感情面を重視するようになる。ロレッタ・スウィットが演じるホリハン少佐の役柄はこの間にも進化を遂げ、ホークアイやB.J.とより親しくなり、フランクと仲違いする。彼女は後に、「わたしより階級が上じゃない人は愛せないの。」として将校仲間のドナルド・ペノブスコット（Donald Penobscot）中佐と結婚するが、この結婚生活は長く続かなかった。「ホット・リップス」というニックネームは、このシリーズの半ば頃からほとんど使われなくなった。実は、ロレッタ・スウィットは、他の役柄（特に『女刑事キャグニー&レイシー』のクリスティン・キャグニー）を演じるために第8シーズンでシリーズを降板したいと考えたが、プロデューサーは契約解消を拒否した。『女刑事キャグニー&レイシー』のシリーズのパイロットとなったテレビ映画版で、スウィットはキャグニーの役柄を作り出して見せたが、TVシリーズには出演しなかった。
フランク役のラリー・リンヴィルは、第4シーズンが終わりコメディ派の脚本家の筆頭だったラリー・ゲルバートが去った後には、彼が演じるフランク・バーンズのキャラクターがいとも簡単にわめきちらすようになったことに気づいた。第5シーズンの間中、リンヴィルはフランク・バーンズとしてやれることはやり尽くしたと感じていた。そして、もともと5年契約にサインしていたので、5年目が終わりに近づいたところでこのシリーズから降板すると決めた。第6シーズンの第1話では、フランクは、全部カメラに写らないところで、マーガレットの結婚のせいでおかしくなってしまい、米国本土に転属し、代わりに中佐に昇進した。ある意味、フランクのホークアイに対する捨てぜりふである。マクリーン・スティーブンソンやウェイン・ロジャースと違って、リンヴィルはこのシリーズを去ることに未練はなく、「わたしはこの役でできることはすべてやったと思う。」と語っている。長年にわたり喫煙者だったリンヴィルは、2000年4月に、癌に関連した肺炎で死亡した。
デビッド・オグデン・スティアーズが演じたチャールズ・エマーソン・ウィンチェスター三世は、他の外科医たちに対する一種の敵対者として登場した。より有能な引き立て役だったが、その関係はとげとげしいものではなかった。フランク・バーンズとは違って、ウィンチェスターは軍のことは意に介さなかった。彼の敵意は、元の指揮官ホレース・ボールドウィン大佐へのクリベッジ（トランプのゲームの一種）の借金のせいもあって東京総合病院から4077に転属になったことが一因だった。ホークアイやB.J.への敵対者として、彼がバーンズと違っていたのは、緊急手術（meatball surgery）が必要な時に行き過ぎた完全主義になることもあったが、明らかにすばらしい医師だということだった。
ウィンチェスターは仕事の上ではみんなに尊敬されたが、同時に、ボストンの名家出身のスノッブだったので、他のキャラクターと多くの衝突を引き起こした。とは言え、脚本家はウィンチェスターに人間性を発揮させてもいる。例えば、右手が少し不自由になった若いピアノ奏者の治療や、ホークアイの父親が米本国で手術を受けた時にホークアイと徹夜したことや、匿名で孤児院にクリスマス・プレゼントを贈るという一家の伝統を続けることなどである。

## 作風の変化
シリーズが進むにつれて大きな変化が起こり、純粋なコメディよりもドラマ性が重視されるようになった。その上、エピソードはより政治的になり、視聴者への「説教」くさいと非難されることもあった。これは、アラン・アルダが制作に深く関わるようになったことと関連があるとされており、このような変化が顕著に表れたエピソードにはアルダが脚本を書いたか監督したものが多かった。キャストが交代したことも大きな変化である。ヘンリー・ブレイク中佐、「トラッパー」・ジョン・マッキンタイア大尉、フランク・バーン少佐、「レイダー」・オライリー伍長が番組を去った。さらに、主演の人物に対して、助演（マッケイ神父、クリンガー）が重視されるようになったという変化もある。
初期のもっと雑然としたユーモアよりも、後期のシリアスでドラマ性の強い作風を好むファンもいるが、多くのファンはやはり初期の方を好んでいる。番組はこれらの変化にもかかわらず人気を保ち続けたが、次第に創造性を欠くようになった。ポッター大佐を演じたハリー・モーガンはインタビューで、第9シーズンには「裂け目が現れ始めた」と感じたと認めており、キャストは第10シーズンを最後にすることで一致した。結局、番組はもう一年延長されることに決まり、全部で11シーズンになった。
振り返ると、『マッシュ』の11年は、ラリー・ゲルバート／ジーン・レイノルズの「コメディ」時代（1972年-1977年）とアラン・アルダの「ドラマ」時代（1978年-1983年）の2期に分けることができる。

## エピソード

### 最終回 "Goodbye, Farewell, and Amen"
"Goodbye, Farewell, and Amen" は 『マッシュ』の最終回である。このエピソードは2時間半の番組で、1983年2月28日に放送された。1億600万人近くの米国人が視聴し、その晩の視聴率は77%となり、米国のテレビ史上最も視聴率の高い番組となった 。その記録は今も破られていない。

### 独特なエピソード
このシリーズには、他と異なる作風、構成、スタイルを持つ独特のエピソードがいくつかあって、典型的なシチュエーション・コメディやドラメディ（コメディ・ドラマ）の脚本から大きく逸脱している。このようなエピソードとしては以下のものがある。
- "Hawkeye"（1976年1月13日放送 第4シーズン第18話）では、ホークアイが4077から離れたところでジープの事故を起こした後、英語が分からない韓国人家族のもとに連れて行かれ、意識を保つために23分間独白し続ける。このエピソードにはアラン・アルダ以外のキャストは出演しない。
- "Point of View"（1978年11月20日放送 第7シーズン第10話）では、ただ一台のカメラがヘリコプターで運ばれた来た患者の視点となって、手術を受け、術後室でエピソードが進む。
- 手紙のエピソードは、手紙を書いているかのようにキャラクターによって語られる回想のエピソードであり、以下のものがある。
  - ホークアイから父への手紙（"Dear Dad"（1972年12月17日放送 第1シーズン第12話）、"Dear Dad...Again"（1973年2月4日放送 第1シーズン第18話）及び "Dear Dad... Three"（1973年11月10日放送 第2シーズン第9話））
  - ポッターから妻への手紙（"Dear Mildred"（1975年10月24日放送 第4シーズン第7話））
  - B.J.から妻への手紙（"Dear Peggy"（1975年11月11日放送 第4シーズン第10話））
  - レイダーから母への手紙（"Dear Ma"（1975年12月23日放送 第4シーズン第16話））
  - シドニーからジークムント・フロイトへの手紙（"Dear Sigmund"（1976年11月9日放送 第5シーズン第7話））
  - ウィンチェスターから家への録音テープ（"The Winchester Tapes"（1977年10月18日放送 第6シーズン第5話））
  - ウィンチェスターの雑役夫（で北朝鮮のスパイ）から自分の部隊への手紙（"Dear Comrade"（1978年11月27日放送 第7シーズン第11話））
  - マッケイ神父から尼僧の姉への手紙（"Dear Sis"（1978年12月18日放送 第7シーズン第14話））
  - クリンガーから叔父への手紙（"Dear Uncle Abdul"（1979年12月3日放送 第8シーズン第12話））
- "The Interview"（1976年2月24日放送 第4シーズン第24話）は、4077についての一種のモキュメンタリー （疑似ドキュメンタリー）である。白黒で撮影され、キャストはアドリブも交えてインタビュアーの質問に答えている。
- "Life Time"（1979年11月26日放送 第8シーズン第11話）は、外科医たちが22分間で終わらせなければならない手術を行う様子がリアルタイムで描かれる（画面の隅に表示された時計が時間をカウントダウンしていく）。
- "Follies of the Living—Concerns of the Dead"（1982年1月4日放送 第10シーズン第10話）は、死んだ兵士の魂が構内をさまようが、熱を出したクリンガーだけが彼を見たり話したりできる。
- "Dreams"（1980年2月18日放送 第8シーズン第22話）は、過労で睡眠不足の4077のメンバーが見た夢が視覚的に描かれ、彼らの恐れや憧れや欲求不満が明らかになる。このエピソードは、アラン・アルダが長年完成したいと思っていたものを混ぜ合わせたものである。

## 特記事項
- 作家のポーレット・ブルジョワは、ベンジャミン・フランクリン・"ホークアイ"・ピアスが暗い洞窟にいるのを怖がった回の放送から、『フランクリン』という児童書シリーズの第1作『こわがらないでフランクリン』 (ISBN 4-915619-51-6) を思いついた。
- 『チアーズ』を制作したグレン・チャールズとレス・チャールズのテレビでの最初の仕事は、このシリーズの"The Late Captain Pierce"（1975年10月3日放送 第4シーズン第4話）の脚本で、ダメもとで提出したのに運よく採用された。彼らが書いた『マッシュ』のエピソードはこのひとつだけである。
- プライムタイム・エミー賞を同じ番組の演技、脚本、監督で受賞したのは、アラン・アルダただひとりである。
- レーダー伍長役のゲイリー・バーゴフは映画版『M★A★S★H』でも同じくレーダー伍長役で出演しており、映画版『M★A★S★H』が彼のデビュー作でもある。

## 続編
このシリーズからは3つの続編が派生している。
- 『アフターMASH』（afterMASH、1983年-1985年）は、本編のキャラクター数人が朝鮮戦争後にアメリカ中西部の病院で再会するもの。短命に終わった。タイトルは、「M*A*S*Hの後」と「後遺症」（aftermath）を掛けたものである。
- 『Dr.トラッパー～サンフランシスコ病院物語』（Trapper John, M.D.、1979年-1986年）は、4077を去って28年後のトラッパーの物語。このドラマはより成功し、日本でも放送された。ここでトラッパーを演じているのは、ウェイン・ロジャースではなくパーネル・ロバーツである。後にTVシリーズ版の『マッシュ』のスタッフがロイヤルティをめぐって訴訟を起こした際に、裁判所は、この番組はTVシリーズの続編ではなく、映画版M*A*S*Hの続編であるとの判決を下している。
- 『W*A*L*T*E*R』（W*A*L*T*E*R）は、ウォルター・"レイダー"・オライリーが警察官になるというもの。パイロット版が制作されただけで本放送には至らなかった。